# Jaz, baraba 2
Jaz, baraba 2 je ameriški računalniško animirani komični film iz leta 2013 in nadaljevanje animiranega filma 2010 Despicable Me . Film je produciral Illumination Entertainment za Universal Pictures in ga animiral Illumination Mac Guff, film sta režirala Pierre Coffin in Chris Renaud, napisala pa Cinco Paul in Ken Daurio . Steve Carell, Russell Brand, Miranda Cosgrove, Elsie Fisher in Dana Gaier ponovno prevzamejo svoje vloge kot Gru, Dr. Nefario, Margo, Agnes in Edith. Kristen Wiig, ki je v prvem filmu igrala gospodično Hattie, ima glas Lucy Wilde, medtem ko Ken Jeong, ki je igral gostitelja oddaje Talk Show, glasuje o Floydu Eagle-sanu. Med novimi člani zasedbe sta Benjamin Bratt kot Eduardo "El Macho" Pérez in Steve Coogan kot Silas Ramsbottom, vodja izmišljene Anti-Villain League (AVL). 